# Pipefy
Pipefy é uma plataforma de gerenciamento de projetos e automação de fluxos de trabalho, baseado no modelo SaaS, criada em 2015 na cidade de Curitiba, PR, tendo sua sede estabelecida na cidade de San Francisco,  CA, por Alessio Alionço, que já estava frustrado com os sistemas existentes para gerenciamento de projetos. Pensando em organizar e facilitar diversas ferramentas em uma, Alessio consultou potenciais clientes que sinalizaram positivamente com a ideia de uma plataforma que pudesse reunir diversas funcionalidades e facilidades em uma única só.
A partir dai, iniciou-se o desenvolvimento da plataforma, onde desde o ínicio foi almejado por Alessio, construir uma ferramenta de nível global, possibilitando a entrada nos mais diversos mercados.
O projeto então foi apresentado a aceleradora 500 Startups em novembro de 2015 vindo posteriormente receber rodadas de investimentos para sua expansão, que ja inclui mais de 1.500 clientes, em mais de 150 paises 

## Plataforma
A Plataforma SaaS da Pipefy engloba diversas funcionalidades para o gerenciamento de projetos através de automações. Sua plataforma está disponível para acesso Web, e também por meio de aplicativos para Android e IOS. 